# Ophiopogon marmoratus
Ophiopogon marmoratus är en sparrisväxtart som beskrevs av Jean Baptiste Louis Pierre och Léopold Rodriguez. Ophiopogon marmoratus ingår i släktet Ophiopogon och familjen sparrisväxter. Inga underarter finns listade i Catalogue of Life.